# عز المدينة (مسلسل)
عزّ المدينة هو مسلسل مغربي من إخراج حكيم قبابي سنة 2018، ومن بطولة كل من أمين الناجي، فاطمة الزهراء بناصر، ياسين أحجام، ناصر أقباب، وغيرهم.
يتطرق المسلسل إلى قصة الحي العتيق «درب الحمام» والتغيرات الكثيرة التي بدلت ملامحه وقيمه الأولى.

## قصة المسلسل
بعد وفاة زوجته وابنته، يدخل «يوسف» في أزمة نفسية يقرر على إثرها العودة إلى منزل والديه بالمدينة القديمة، إلا أنه يصطدم بالوضع الذي أصبح عليه الحي الذي قضى فيه طفولته، حيث الكثير من القيم التي اعتاد عليها لم تجد لها مكانا في « درب الحمام »، الذي كانت تسكنه عدد من الأسر العريقة وتسوده أجواء الإخاء والتعاون. في سعيه إلى إعادة إحياء هذه القيم، يدخل يوسف وعدد من أصدقائه في صراعات قوية مع أشخاص من مصلحتهم أن يبقى الفساد مستشريا في الحي لخدمة مصالحهم، لكنهم يحاولون مواجهتهم بإرادة وإصرار ورغبة في التطور والتعبير عن الذات رغم كل الظروف الصعبة المحيطة.

## وصلات خارجية
- صفحة المسلسل على الموقع الرسمي لقناة الأولى